# پلازی
پلازی (به چکی: Plazy) یک منطقهٔ مسکونی در جمهوری چک است که در ناحیه ملادا بولسلاو واقع شده‌است. پلازی ۳٫۳۳ کیلومتر مربع مساحت و ۴۶۰ نفر جمعیت دارد و ۲۲۱ متر بالاتر از سطح دریا واقع شده‌است.